# Karl-Fredrik Pfeiffer
Karl-Fredrik Pfeiffer, född den 9 mars 1893 i Norrköping, död den 6 januari 1980 i Stockholm, var en svensk jurist.

## Biografi
Pfeiffer avlade juris kandidatexamen vid Uppsala universitet 1915. Han blev vice häradshövding 1923 och tillförordnad revisionssekreterare 1930. Pfeiffer var tillförordnad vattenrättsdomare i Mellanbygdens vattendomstol 1931–1932 samt häradshövding i Gotlands norra domsaga 1931–1942, i Gotlands domsaga 1943–1948 och i Uppsala läns norra domsaga 1948–1960. Han blev riddare av Nordstjärneorden 1937 och kommendör av andra klassen av samma orden 1950. Pfeiffer vilar i Gustaf Vasa kyrkas kolumbarium i Stockholm.

### Familj
Pfeiffer gifte sig 1921 i Visby med Ingrid Tigerhielm (1899–1980), dotter till sjökapten Gustaf Tigerhielm och Gerda Melin.